# Vàng hồng
Vàng hồng là một hợp kim của vàng với đồng và được sử dụng rộng rãi trong ngành trang sức do có màu hồng đặc trưng. Đôi khi còn được gọi là vàng đỏ. Vàng hồng rất được ưa chuộng ở Nga ở thế kỷ 19, đôi khi chúng còn được gọi là vàng Nga, và chúng cũng khá hiếm. Bởi chúng được làm bằng vàng và đồng